# ギョルギ・グロゼル
ギョルギ・グロゼル（György Grozer, 1984年11月27日 - ）は、ドイツの男子バレーボール選手。ドイツ代表。

## 来歴

### クラブチーム
ブダペスト出身。2000年、DKSEドゥナウーイヴァーロシュに入団。2001/02シーズンはKaposvári Röplabda SEでプレーした。2002/03シーズンにメールサーSCへ移籍。6年間在籍し、2004/05シーズンのブンデスリーガではベストスパイカー賞を受賞しチームを3位へ導いた。2008/09シーズンにはVfBフリードリヒスハーフェンへ移籍し、ブンデスリーガで優勝し自身もMVPに選ばれた。続く2009/10シーズンのブンデスリーガでも優勝を果たしリーグ2連覇を果たした。2010/11シーズンはポーランドプラスリーガのアセッコ・レソヴィア・ジェシュフへ加入し、2011/12シーズンのプラスリーガで優勝を果たし、自身もリーグMVPに選ばれた。2012/13シーズンよりロシアスーパーリーグのBelogorie Belgorodへ移籍。3年間在籍し、スーパーリーグ、欧州チャンピオンズリーグ、世界クラブ選手権でそれぞれタイトルを獲得した。2015/16シーズンは韓国Vリーグの大田三星火災ブルーファングスでプレーし、チームを3位へ導き自身もベストサーバー部門とベストスコアラー部門でそれぞれ1位になる活躍をみせ、リーグのベストオポジット賞を受賞した。2016/17シーズンは中国スーパーリーグの上海へ移籍し、リーグ優勝に大きく貢献した。その後はカタールのアル・アラビSCへ移籍しアジアクラブ選手権に出場しベストオポジット賞を受賞した。2017/18シーズンは再びロシアスーパーリーグのBelogorie Belgorodでプレーした。2018/19シーズンはゼニト・サンクトペテルブルクへ移籍し2年間プレーした。2019/20シーズンはロシアリーグでベストオポジット賞を受賞した。2020/21シーズンはイタリアセリエA1のYou Energy Volley Piacenzaに加入し、リーグ7位となった。2021/22シーズンはヴェロ・バレー・モンツァへ移籍し、CEVカップで優勝、イタリアスーパーカップで準優勝した。2023/24シーズンはトルコリーグのArkas SKへ入団することが決まった。

### 代表チーム
2003年、シニアのハンガリー代表に初選出され、2006年まではハンガリー代表としてプレーしていた。2007年、ドイツ国籍に変更し、同年の欧州選手権でドイツ代表デビューした。2009年、ヨーロッパリーグでは金メダルを獲得した。2010年、世界選手権に出場した。2012年、ロンドン五輪に出場した。2013年、欧州選手権に出場した。2014年、ポーランドで開催された世界選手権に出場し銅メダルを獲得し同大会でベストサーバー部門で1位となる活躍をみせた。2017年、欧州選手権で銀メダルを獲得し、自身もベストオポジット賞を受賞した。2021年、欧州選手権に出場した。2023年、代表に復帰するとパリ五輪予選ではブラジル、イタリアなどの強豪を破りパリ五輪の出場権獲得に大きく貢献した。

## 人物
- 父のギョルギ・グロゼル・シニア（ドイツ語版）もハンガリー・ドイツ両国で代表選手としてプレーした。弟2人と妹もバレーボール選手。
- 前妻との間に娘が2人。長女のリアナ（ドイツ語版）はドイツ女子代表選手。
- チェコ女子代表のエレナ・ハベルコバと長年交際し、2024年に結婚[6]。

## 球歴
- オリンピック - 2012年、2024年
- 世界選手権 - 2010年、2014年
- オリンピック予選 - 2015年、2019年、2023年
- 欧州選手権 - 2007年、2009年、2011年、2013年、2015年、2017年、2019年、2021年、2023年
- ワールドリーグ - 2010年、2012年

## 受賞歴
- 2005年 - 2004/05ブンデスリーガ ベストスパイカー賞
- 2008年 - ヨーロッパリーグ ベストスコアラー賞
- 2009年 - 2008/09ブンデスリーガ MVP、ベストスパイカー賞
- 2009年 - ヨーロッパリーグ ベストブロッカー賞
- 2012年 - 2011/12ポーランドプラスリーガ MVP、ベストスコアラー賞
- 2016年 - 2015/16韓国Vリーグ ベストオポジット賞
- 2016年 - アジアクラブ選手権 ベストオポジット賞
- 2017年 - アジアクラブ選手権 ベストオポジット賞
- 2017年 - 欧州選手権 ベストオポジット賞
- 2020年 - 2019/20ロシアスーパーリーグ ベストオポジット賞

## 所属クラブ
- DKSEドゥナウーイヴァーロシュ（2000-2001年）
- Kaposvári Röplabda SE（2001-2002年）
- メールサーSC（2002-2008年）
- VfBフリードリヒスハーフェン（2008-2010年）
- アセッコ・レソヴィア・ジェシュフ（2010-2012年）
- ベロゴリエ・ベルゴロド（2012-2015年）
- 大田三星火災ブルーファングス（2015-2016年）
- 上海（2016-2017年）
- アル・アラビSC（2017年）
- ベロゴリエ・ベルゴロド（（2017-2018年）
- ゼニト・サンクトペテルブルク（2018-2020年）
- You Energy Volley Piacenza（2020-2021年）
- ヴェロ・バレー・モンツァ（2021-2023年）
- Arkas SK（2023-2025年）
- ヴァルタ・ザビエルチェ（2025年）